# Laccophilus seminiger
Laccophilus seminiger är en skalbaggsart som beskrevs av Fauvel 1883. Laccophilus seminiger ingår i släktet Laccophilus och familjen dykare. Inga underarter finns listade i Catalogue of Life.